# オワンド
座標: 南緯00度29分 東経15度54分 / 南緯0.483度 東経15.900度
オワンド（Owando）は、コンゴ共和国中部のキュヴェト県の県都。2023年国勢調査速報結果によると人口は4万8642人。クユ川に面する。市場や空港を持つ。旧名フォート・ルセ（Fort Rousset）。
オワンド近辺のクユ川と南側のアリマ川沿いのチカピカを含む一帯のサバナと熱帯雨林はヒョウ、ミズマメジカ、アフリカゾウ、カバ、アフリカジャコウネコ、ヨコスジジャッカル、ニシゴリラなどの哺乳類、ワニ、リクガメなどの爬虫類およびアフリカヘビウ、シラサギ、シロエリコウ、アフリカソウゲンワシなどの鳥類などの生息地であり、2015年にラムサール条約登録地となった。

## 歴史
1903年、ルセとして建設された。
1904年、フォート・ルセに改名された。
1955年、カトリックの教区が置かれた。
1977年、オワンドに改称された。

## 交通

### 空港
- オワンド空港（英語版）